# Keno Machado
Keno Marley Machado, född 13 juli 2000, är en brasiliansk boxare.

## Karriär
Vid olympiska sommarspelen 2020 i Tokyo blev Machado utslagen i kvartsfinalen i lätt tungvikt av brittiske Benjamin Whittaker.